# 佐藤正明 (ノンフィクション作家)
佐藤正明（さとう まさあき、1944年12月23日- ）は、日本のノンフィクション作家。

## 人物・来歴
山形県生まれ。東洋大学卒。日本経済新聞に入り記者として活躍。1982年「トヨタ・ＧＭ提携交渉に関する特報」で、新聞協会賞（ニュース部門）を受賞。1996年『ホンダ神話』で大宅壮一ノンフィクション賞受賞。自動車業界の内幕もので知られる。

## 著書
- 『巨人たちの握手 衝撃のカー・ウォーズ』日本経済新聞社, 1993.6 「トヨタ・GM巨人たちの握手」(文春文庫)
- 『ホンダ神話 教祖のなき後で』文芸春秋, 1995.4 のち文庫

増補・二分冊　文春文庫
『ホンダ神話 1(本田宗一郎と藤沢武夫) 』2008.1
『ホンダ神話 2(合従連衡の狭間で) 』2007.6
- 『望郷と訣別を 国際化を体現した男の物語』文芸春秋, 1997.2 「望郷と訣別を 中国で成功した男の物語」(文春文庫)
- 『映像メディアの世紀 ビデオ・男たちの産業史』日経BP社, 1999.11 「陽はまた昇る 映像メディアの世紀」(文春文庫)
- 『自動車合従連衡の世界』(文春新書) 2000.9
- 『ザ・ハウス・オブ・トヨタ 自動車王豊田一族の百五十年』文藝春秋, 2005.5　のち文庫
- 『トヨタ・ストラテジー 危機の経営』文藝春秋, 2009.4
- 『日産その栄光と屈辱 消された歴史消せない過去』文藝春秋, 2012.10